# 2018 en climatologie
Cet article présente les faits marquants de l'année 2018 en climatologie.

## Évènements
2018 (année de la 24e conférence de l'ONU sur les changements climatiques) est la 4e année la plus chaude dans le monde depuis le début des relevés (1850), a été confirmée comme marquée par une température moyenne de 1 °C de plus que la période préindustrielle 1850-1900. Les années 2014-2018 ont été les cinq années les plus chaudes jamais enregistrées, alors que neuf des dix années les plus chaudes depuis près de 140 ans ont été enregistrées depuis 2005. Selon la NOAA la fonte des glaces arctiques et antarctiques en 2018 a été le second « pire » record depuis la première mesure (1979).
On parle maintenant aussi de canicule océanique et sur terre, les chaleurs extrêmes ont battu de nouveaux records au Portugal, en Scandinavie, en Corée du Sud, au Japon, en Algérie parfois accompagnées de gigantesques incendies ; la Grèce et la Californie ont aussi connu des incendies meurtriers. Le recul des glaces a été marqué en Arctique, avec un niveau historique en janvier-février. Pour la 38e année consécutive les glaciers ont régressé.
Le CO2, le méthane et le protoxyde d'azote qui avaient battu des records de concentration dans l'air ont encore augmenté. La teneur de l'air en CO2 qui est de 405,5 parties par million (ppm) en 2017, n'a jamais été aussi élevée depuis 3 à 5 millions d'années selon l'OMM : la température était alors de 2 à 3 °C plus élevée et le niveau de la mer supérieur de 10 à 20 m au niveau actuel. Et le taux de méthane est 257 % plus élevé que ce qu'il était avant la Révolution industrielle. La mer monte de + 3,3 mm par an, à une vitesse de 25 à 30 % plus rapide de 2004 à 2015 qu'entre 1993 et 2004. Après l'Arctique, l'Antarctique pourrait maintenant être le principal moteur car sa fonte annuelle est passée de 76 milliards de t/an à 219 milliards.
Du 1er janvier au 30 novembre, 70 cyclones tropicaux ont été comptés (pour une moyenne annuelle historique de 53) et le nombre de sécheresses, incendies, inondations et ouragans liés au dérèglement aurait doublé depuis 1990. Pour 8 688 espèces classées menacées ou quasi menacées, environ 20 % le sont en partie au moins à cause du réchauffement.
L'été 2018 a connu une canicule notamment responsable de nombreux feux de forêts dans le monde, dont des feux de forêt en Grèce, avec une surmortalité estimée à environ 1 500 morts en France.